# 美国的北极战略
美国的北极战略是美国当局實施的一系列與北極地區有關的政策。1867年，美国从俄羅斯帝國手中购得阿拉斯加州，从而获得北极国家的身份。1996年，美國加入北極理事會。

## 政策
1971年12月，美国政府发布了第144号国家安全决策备忘录（ National Security Decision Memorandum 144）。1983年，美国政府发布第90号国家安全决策指针。1984年，美国通过《北极考察和政策法案》（Arctic and Policy Act of 1984）。1994年，美国推出了《美国北极政策指令》，2009年推出新版《美国北极政策指令》。2013年，美国的北极战略提出了将在北极开采油气、矿产。
2007年，俄罗斯科考隊在北冰洋洋底插旗後，2009年1月9日，小布什发布了第66号国家安全总统指令即《美国的北极地区政策》。1980年12月，美国国会通过了《阿拉斯加国家利益土地保护法》，要求美國内政部、美國国防部和美國能源部进行北极研究，目的是为联邦政府制定一个全面的北极政策。2010年2月，美国国家海洋及大气管理局提出了《北极战略划》。2010年5月，奥巴马政府的《国家安全战略》中谈及了美国的北极政策，指出美国是一个北极国家。2011年4月26日，美国海岸警卫队发布了一份指挥命令，即《美国海岸警衛隊北極戰略》。2013年5月，美国政府发布了《北极地区国家战略》。2019年1月，美国海军发布《北极战略展望》。2019年4月，美国海岸警卫队发布《北极战略展望》。2020年，美國空軍頒布北极新战略。2021年，美國陸軍頒布《夺回北极主导权》的北极新战略。2022年8月，美国国务院宣布将任命专门负责北极地区事务的“北极大使”。9月，美国国防部宣布成立北极战略与全球复原力办公室。10月7日，美国政府发布新版《北极地区国家战略报告》。

## 其他
美国与其他北极国家合作保护北极环境和生物资源，並建立了部分北极圈区域观测网。冷战期间，美国在北冰洋沿岸建立雷达网及侦察卫星的早期预警系统。